# Christian Wilhelm Allers
Christian Wilhelm Allers (Hamburgo, Alemania, 6 de agosto de 1857 - Karlsruhe, Alemania, 19 de octubre de 1915) fue un pintor y litógrafo alemán.

## Biografía
Allers nació en una familia de mercaderes. Comenzó a trabajar como litógrafo en su ciudad natal, pero en 1877 se trasladó a Karlsruhe. En la Kunstakademie (Academia de Bellas Artes) estudió con el profesor Ferdinand Keller.
De 1880 a 1881 sirvió en la Marina Imperial alemana, en Kiel, donde se convirtió en protegido de Anton von Werner. Allí conoció a Klaus Groth, quien se hizo su amigo.
Allers se hizo conocido con la publicación de una colección de grabados denominada Club Eintracht, en 1888. Varios libros y colecciones de grabados le siguieron, por ejemplo, uno sobre Bismarck. El éxito financiero con la publicación de su obra le permitió, en la década de 1890, construir una villa en Capri, Italia. Ahí vivió durante muchos años, retornando periódicamente a Hamburgo y Karlsruhe, y viajando por todo el mundo.
En otoño de 1902 se vio envuelto en un escándalo. Su amigo Friedrich Alfred Krupp, otro famoso y rico residente alemán de Capri, fue acusado por periódicos italianos de homosexual y pederasta. Algunas semanas más tarde, Allers, que «tenía claras tendencias homosexuales y le gustaba de rodearse de muchachos, que frecuentemente usaba como modelos», fue también acusado. Krupp murió poco después, mientras Allers escapó antes de ser juzgado; siendo condenado in absentia a 4 años y medio de prisión.
Allers dejó Capri y viajó por el mundo durante más de 10 años, permaneciendo algún tiempo en Nueva Zelanda, en Samoa y en Australia. En ese periodo usó frecuentemente el seudónimo «W. Andresen», y ganó dinero pintando retratos de personas acaudaladas.
Murió en 1915 en Karlsruhe, algunos meses después de su regreso a Alemania.

## Arte
Allers fue un pintor naturalista, cuyos dibujos eran ricos en detalles realistas; tanto, que muchas veces padecían faltos de calor y emoción. Aunque realista, Allers a veces añadía personas que no estaban presentes en los lugares que pintaba.
Usaba frecuentemente el lápiz en sus dibujos y las obras coloreadas eran originalmente dibujos a lápiz, coloreados luego al óleo o con pastel. Sus principales temas eran escenas del día a día (el Club Eintracht, el Spreeathener o en Hochzeitsreise), viajes (La Bella Napoli, Rund um die Welt, Unter deutscher Flagge) y retratos.

## Libros y colecciones de litografías
| - 1887: Hinter den Coulissen - 1888: Die Meininger - 1888: Club Eintracht - Eine Sommerfahrt - 1889: Eine Hochzeitsreise durch die Schweiz - 1889: Spreeathener. Berliner Bilder - 1890: Die silberne Hochzeit | - 1891: Unsere Marine - 1891: Backschisch - 1892: Capri - 1892: Fürst Bismarck in Friedrichsruh - 1893: La bella Napoli - 1896: Hochzeitsreise nach Italien | - 1898: Das deutsche Jägerbuch - 1898: Rund um die Erde - 1898: Unser Bismarck. Gedächtnis-Ausgabe - 1900: Unter deutscher Flagge - 1902: Das deutsche Corpsleben |